# ジミー・ホッファ

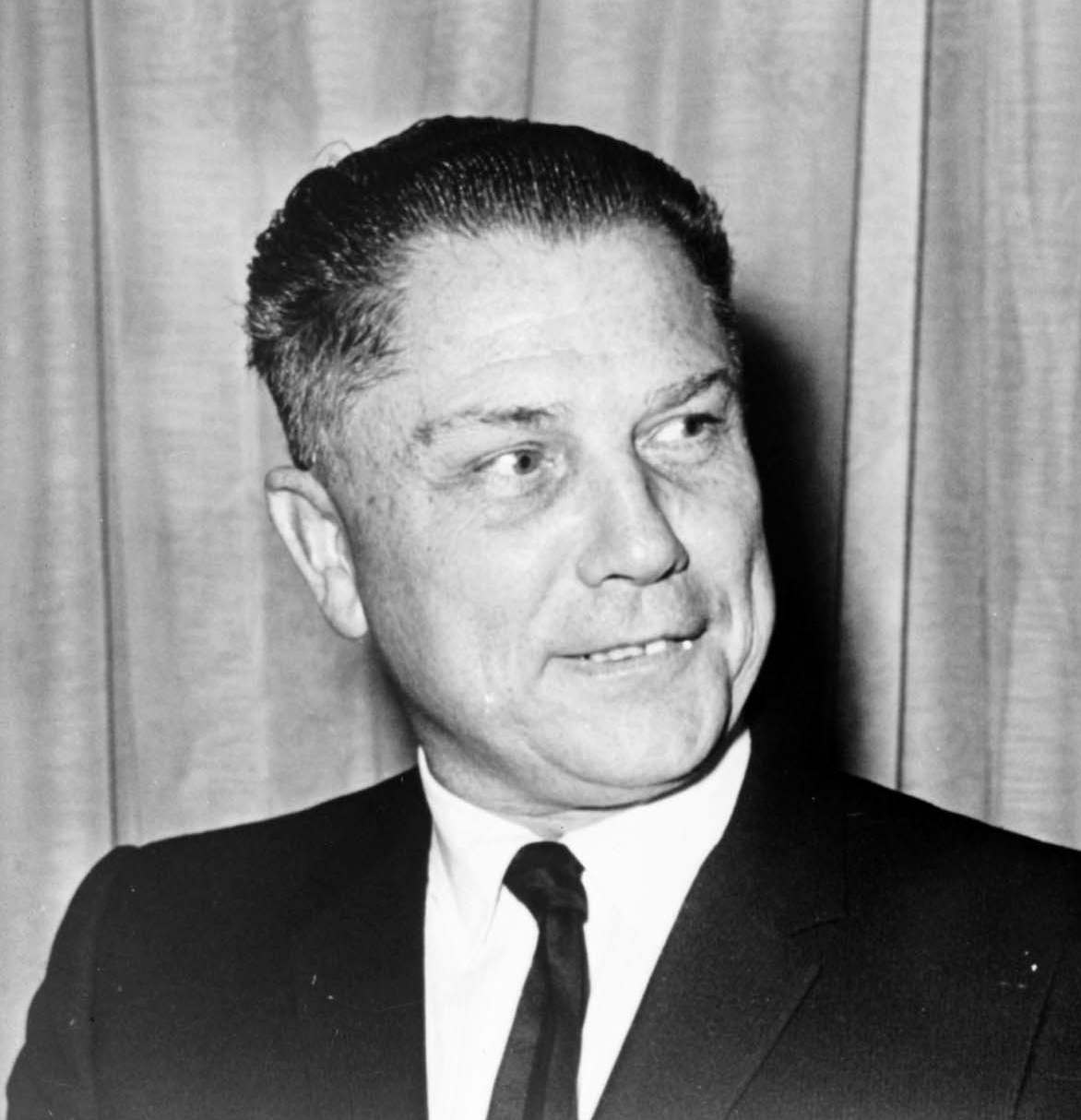
ジミー・ホッファ、1965年

“ジミー”ジェームズ・リドル・ホッファ（James Riddle "Jimmy" Hoffa、1913年2月14日 - 1975年7月30日？）は、アメリカ合衆国の労働組合指導者。1957年から1971年まで全米トラック運転手組合「チームスターズ(International Brotherhood of Teamsters（IBT））」の委員長を務めた。1975年に失踪し、1982年に死亡宣告。マフィアと手を結び、長年にわたり不正行為を働いたとされる。
チームスターズ労組の第10代会長、ジェームズ・フィリップ・ホッファは息子で、1998年から2022年まで会長を務めた。チームスターズは1903年に発足した全米最大手労組のひとつで、トラックやタクシーの運転手を中心に運輸･商業部門そのほか関連分野の労働者を組織している(teamsterは家畜に引かせた荷車の御者やトラック運転手を意味する語）。

## プロフィール

### 生い立ち
インディアナ州ブラジルで鉱山技師の息子として生まれる。父方の祖先はペンシルベニア・ダッチ（ドイツ系）の血筋を引くという。7歳で父を失い、母は洗濯屋を開いたが、1924年、良い就職先を求めて一家でデトロイトに移り、ホッファは雑用のバイトをしながら家計を助けた。14歳で学校を中退して働いた。15歳のとき年齢を偽って倉庫会社の積荷作業員となる。

### 労働組合へ
1930年、食品チェーンの配送の職を得たが、大恐慌で失業者が街にあふれる中、労働条件は過酷で、倉庫で一日12時間シフトで働いた。時給32セントだった。次の貨物が来るまでの待機時間は支払われず、作業監督は些細な理由で人を解雇するなど横暴だった。1931年春、仲間と貨物の積み降ろしをボイコットする実力行使に出た。配送遅延を恐れた経営者を交渉テーブルにつかせ、労働契約を結んだ。ホッファのミニ組合はＡＦＬ（アメリカ労働総同盟、American Federation of Labour）に労働組合と認定された
。
1932年に会社から解雇される。

### オーガナイザー
経営者に屈しないタフさで名が轟き、1932年、トラック運転手の組合チームスターズに渉外係（オーガナイザー）として招き入れられた。デトロイト第299支部に属し、運送会社のストライキやボイコットを指揮した。経営陣はギャングを雇ってストを封じ込もうとしたため、素手、メリケンサック、警棒等で応戦し、乱闘が日常化した。警棒やクラブで殴られ、何度も病院の世話になったが、その回数が余りに多いので病院から緊急治療室の予約前払いを求められた。非組合員の勧誘は、時に暴力や脅しを伴った。
チームスターズ労組への加盟資格はトラックドライバー以外にも拡大され、組合に参加しない商店に爆弾を投下したりした。ライバル組合と労働者争奪戦を繰り広げ、事務所を荒らされたり車を遺棄されたり、告げ口されて警察に何度も捕まった。裁判でもストリートと同様、闘争本能むき出しに戦った。1937年までに第299支部長になった。1942年、ミシガン会議を主催し、組合指導者の地位を固めた。
1940年代、運送会社の配送ネットワーク伝いにミッドウエスト北部、更に「反組合」の牙城だったミッドウエスト南部へ進出を始めた。カリスマ性や押しの強さで労働条件の改善などの実績を積み上げ、組合内の地位は上がっていった。1936年に結婚し、子供が二人いた。

### 組合のドン
1952年、チームスターズ委員長のデイブ・ベックにより副委員長に抜擢され、同時に組合トップ機関の理事になった。1957年、汚職発覚で逮捕されたベックに代わり、3代目チームスターズ委員長に就任した（数多くの北米マフィアの後押しがあった）。全会一致の支持ではなかったが、ライバルは支部ごとに分散し、比較的マイナーな存在だった。アメリカ北部のトラック運転手をほぼ手中にし、航空業界の組合も傘下に入れた。1964年、北米のトラック運転手をたった一つの契約下に置く同一賃金協定を実現させた。1960年代、組合員は150万人を超え、チームスターズをアメリカ最大の労働組合に押し上げ、共和党や民主党に対抗する第3の政治勢力を形成した。
副委員長時代の1955年に分散していた支部レベルの小口年金を統合して新たな年金制度を始めた。年金保険料の徴収額は1955年時点で月80万ドルだったが、1960年代半ばに月600万ドルまで膨張した。年金資産は銀行に運用委託するのが恒例だが、ホッファは自前で投資先を決め運用した。
マフィア傘下のラスベガスのホテル、ゴルフリゾートなどに低利で融資し、見返りに莫大な手数料・リベートを受け取った。年金運用団体の理事たちはお飾りで実質権限はなく、ホッファの補佐役アレン・ドーフマンが年金コンサルタントの肩書で年金資産をコントロールした。

### マフィアとの蜜月
裏社会との付き合いは1930年代に遡り、組合ストや政敵排除でマフィアの協力を得る見返りに、各支部へのマフィアの強請を容認する関係だった。1937年、スト破り要員を経営陣に派遣していた地元デトロイトのマフィア幹部アンジェロ・メッリやサント・ペローネに賄賂を渡してスト破りを凍結する密約を結んだ。
出世してデトロイト以外に活動領域が広がると、裏社会の人脈も広がった。元シカゴ清掃組合委員長ポール・ドーフマンなど組合関係者を通じて未開拓な地域のギャングと知り合い、デトロイトマフィアを通じてニューヨークマフィアとも繋がった。
1957年の委員長選挙ではデトロイト、シカゴ、ニューヨークなど北米マフィアの強力なバックアップがあった。支持基盤が弱いニューヨークの組合数の嵩上げをルッケーゼ一家の組合エキスパート、ジョニー・ディオに依頼した。1960年代初めのFBIの盗聴によれば、ホッファはほぼ毎日デトロイトマフィアの通称トニー・ジャックことアンソニー・ジアカローネと連絡を取り合っていた。ほか付き合いのあったマフィアには、ホッファの委員長就任を後押しする代わりに自身の支部長昇格を助けてもらった通称トニー・プロことアンソニー・プロヴェンザノ（ニュージャージー、ジェノヴェーゼ一家）、組合関連でタッグを組んでいたラッセル・ブファリーノ（ピッツトン、いとこのBill Bufalinoは長年ホッファのコンサルタントを務めていた）、サント・トラフィカンテ（フロリダ）、カルロス・マルセロ（ニューオリンズ）などがいた。
巨額の年金資産をラスベガスに注ぎ込んだが、融資の仲介にマフィアと関係が深いモー・ダリッツやビル・プレッサーが関わった。ダリッツとの交友は1949年の洗濯業組合の労使紛争が発端とされるが、もっと古く1940年頃という説もある。獄囚時代には同じ刑務所にいたカーマイン・ギャランテ（ボナンノ一家）と親交を結んだと言われる。

### 法廷闘争と収監

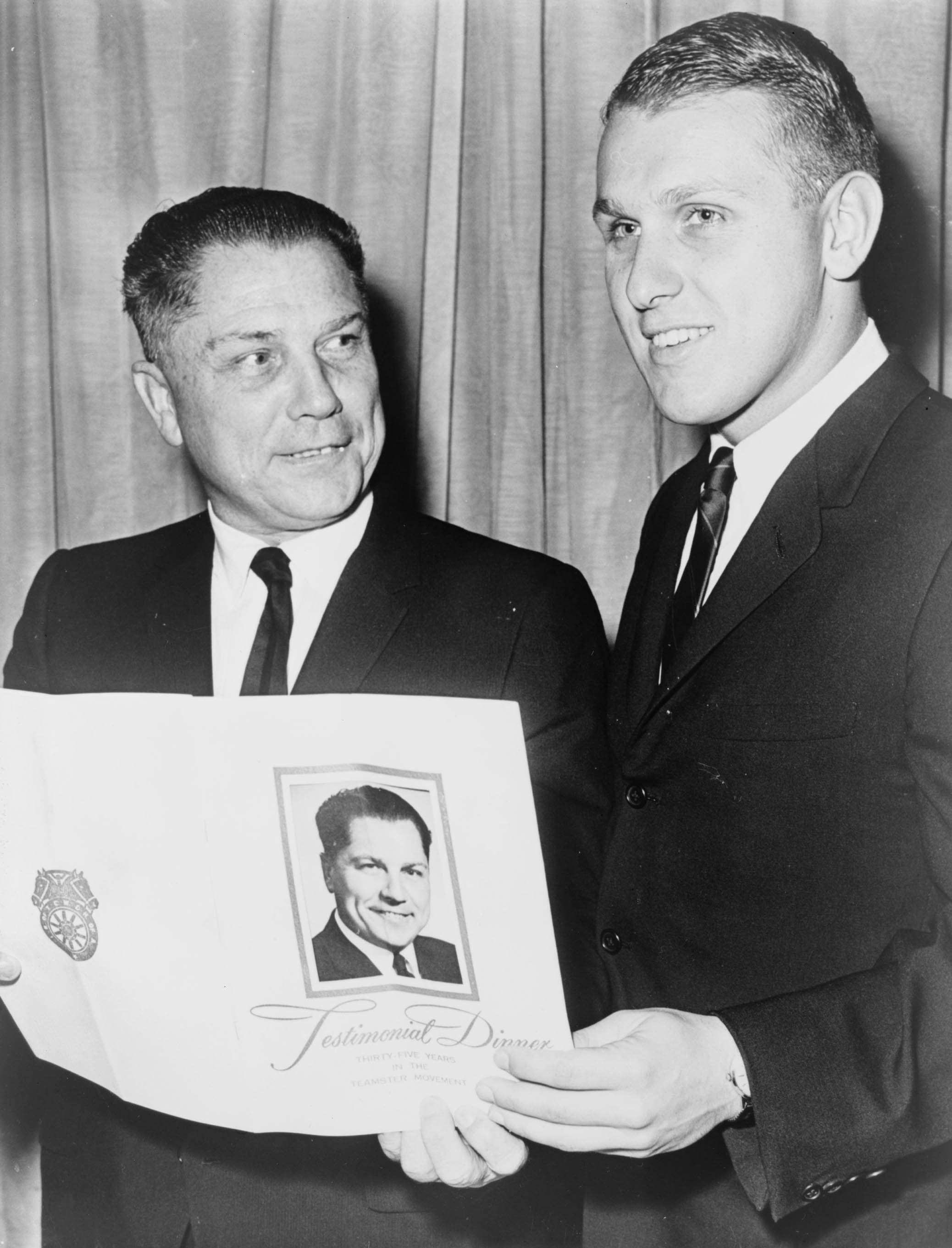
長男のジェームズ・フィリップ（右、チームスターズ10代目委員長及び国際運輸労連陸運部会長）と。1965年。

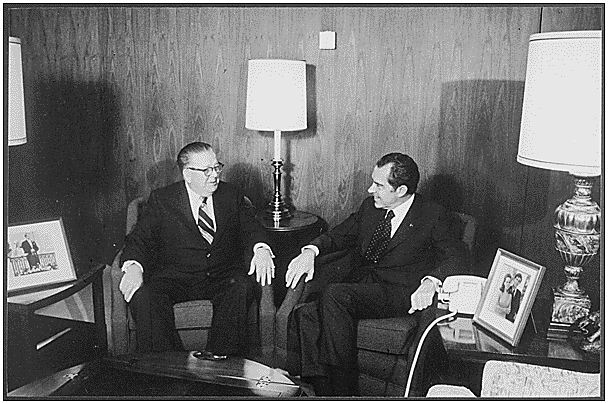
ホッファ服役中に委員長代理を務めた部下のフランク・フィッツシモンズ(左)とニクソン大統領。1973年

委員長に就任した1957年、デイブ・ベックと共に、ロバート・ケネディ議員らのマクレラン委員会の場で組合犯罪を告発されたが、裁判で巻き返し有罪を回避した。1960年代初め、アメリカ政府は、運送業界に影響の大きいチームスターズのストライキがアメリカ経済に打撃を与えかねないとして、ホッファを再びターゲットに据えた。1961年、ジョン・F・ケネディの大統領就任に伴い司法長官となったロバート・ケネディに、組合の巨額年金の行方や裏社会との繋がりで再び告発され、厳しく追及されると対決姿勢を露わにした。
1964年7月、チームスターズ年金の不正運用、陪審員買収、賄賂などで有罪となったが、控訴して時間稼ぎした。最終的に懲役13年刑が確定し、1967年3月7日にルイスバーグ（ペンシルベニア州）の連邦刑務所に収監された。収監前に子飼いのフランク・フィッツシモンズを、組合の新設ポストに据え、委員長の代役をさせた。
1971年半ば、ニクソン大統領に近い政府関係者と、委員長職を辞任する代わりに特赦とする司法取引に応じ、収監中に委員長職を辞任した。同年12月、大統領特赦で10年間の組合活動禁止を条件に出所した。古巣に戻ると代役のはずのフィッツシモンズが心変わりして委員長ポストを死守しホッファの追放を画策したため、復帰工作に奔走した。また組合活動の禁止を憲法違反として法廷闘争も始めた。

### 失踪

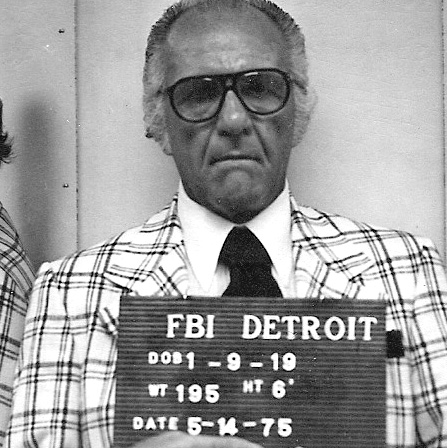
ホッファ失踪直前に待ち合わせしていたとされるアンソニー・ジアカローネ

#### 行方不明
1975年7月30日昼の2時頃、デトロイト近郊ブルームフィールドのハイウェィ沿いの山小屋風レストラン、マシューズ・レッドフォックスに出かけ、店の駐車場に愛車ポンティアックを残したまま行方不明になった。そこはホッファの行きつけの店だったが、当日は店に入らず駐車場の北端に車を停めて誰かを待っていた。妻の証言からデトロイトマフィア幹部のアンソニー・ジアカローネに会う約束をしていたとされた。待っている間、裏手のモールの店から2度自宅に電話をかけ、また駐車場にいる姿が目撃された（顔見知りの不動産屋と言葉を交わした）。家族はすぐ捜索願を出したが、その後二度と戻らず、1982年に死亡宣告された。

#### 捜査
知人の車に乗って別の場所に連れて行かれて殺害されたと見られ、ジアカローネとプロヴェンザノが首謀者と疑われたが、2人とも関与を否定した（いずれも当日アリバイがあった）。FBIは、ホッファが乗り込んだ車が目撃証言からジアカローネの息子ジョー所有のマーキュリーとみて、ジョーを聴取したところ、当日車を“チャッキー”チャールズ・オブライエンに貸したと供述した。FBIはオブライエンがジョーから車を借りてホッファを拾い、別の場所に連れて行ったとの線で捜査を進めた。オブライエンは当日その車を使ったことは認めたが、レストランには行っていないと関与を否認した。
1976年のFBIレポートでは、組合年金のコントロールを邪魔されるのを恐れた組織犯罪(マフィア)が殺害に及んだとし、容疑者リストにオブライエン、プロヴェンザノ、ジアカローネ、ラッセル・ブファリーノなどの名を連ね、これとは別に殺害実行犯としてプロヴェンザノ配下のブリグリオ兄弟（サルヴァトーレ、ガブリエル）を挙げた。定説では、代役フランク・フィッツシモンズの方が金の流れがいいと見たマフィア連合に見切りを付けられ、引退を勧告されたが従わなかったため殺害されたとされる。1976年のチームスターズの委員長選挙に立候補することを表明したことが死の引き金になったとも言われた。
フィッツシモンズは組合マネーを地方支部から中央へ吸い上げるホッファの「中央集権方式」を止め、中央事務局の権限を地方支部に分散した。支部ごとにマフィアが直接裏金を融通できる「地方分権方式」は、北米各都市のマフィアに歓迎された。ホッファはマフィアと付き合い始めた頃、組合は自分が仕切っておりマフィアのことをコントロールできるものだと思っていたが、いつの間にか操り人形にされ、最後には必要とされなくなっていた。側近のアレン・ドーフマンは当局の追及を受けてたびたび起訴され、有罪判決を受け収監される直前の1983年に殺害されたが、シカゴ・アウトフィットの犯行とされている。
2001年、DNA検証を行った結果、失踪当日オブライエンが運転したマーキュリーで発見された髪の毛がヘアブラシに付着したホッファの髪とDNAで一致したと報じられた。オブライエンは再び尋問されたが、一貫して無関係を主張。警察やホッファの家族はオブライエンが連れて行ったと信じているが、告発に至っていない。

#### ミステリー
組合のドンの突然の失踪は全米中の好奇心を呼び起こし、失踪に関して数冊の本になるほどの大量のゴシップを生んだ。ホッファの失踪ミステリーは、1970年代を通じてポップカルチャーのアイテムの一つになった。失踪から数年間は目撃情報が続き、生存説もあった。当局に尋問されたチームスター関係者の中には、「トニー・プロ（プロヴェンザノ）が首謀者」とする証言の他、「黒人のゴーゴーダンサーとブラジルに逃げた」という証言もあった。
クラーレ（南アメリカの先住民が狩猟に用いる毒物）を飲まされて殺害され、車ごと圧縮機械に放り込まれて「誰かの車のボディの一部になった」という説、55ガロンのドラム缶に押し込まれニュージャージーの産業廃棄施設に埋められた説、肉加工工場でミンチにされ、フロリダの沼に捨てられた説もある。政府密告者に転じた元マフィアのジミー・フラチアーノは、「プロヴェンザノやブファリーノの名が挙がっているが全くナンセンスで、デトロイト（のマフィア）はよそ者の力を借りるような組織ではない。トニー・ゼリリとマイク・ポリッツィが殺害を命じ、ジアカローネがアレンジした」と主張した（自著「ラスト・マフィア」）。ビル・ボナンノは、「銃殺され車ごと潰された」と主張した（自著'Bound By Honor'）。
減刑目当てに当局に情報提供するマフィアも相次いだ。1989年、ジョン・ゴッティの刑事裁判で政府証言者になったドナルド・フランコスという男がアイルランド系ギャングのジミークーナンと共にデトロイト郊外の家でホッファを殺し、遺体をバラバラにしてニュージャージーのジャイアンツスタジアムのコンクリートに埋めたとFBIに供述したことが伝えられた。
2004年、ホッファのチームスターズ仲間 フランク・シーランがラッセル・ブファリーノの命令でホッファの後頭部を撃って殺害したと告白したことがシーランの弁護士の手による伝記本で伝えられた（告白は1999年で、シーランは2003年に死亡）。シーランはブファリーノの部下で、殺害後の遺体処理は別人が行ったとした。このフランク・シーラン犯人説は、2019年に『アイリッシュマン』 として映画化された。
2013年、元マフィアのアンソニー・ゼリリが、「ホッファは会食後、シャベルで殴打され、レストランの近くにあるゼリリの従兄弟（トッコ兄弟）が所有する土地に生き埋めにされ、その上をセメントなどの瓦礫で塞がれた」と告白し、FBIにより発掘調査が行われたが遺体は発見されなかった。
FBIは捜査で得た情報や証言を元にデトロイトを中心に色々な場所を掘り返したが、ホッファの痕跡を確認できなかった。FBIはガセ情報に何度も振り回されながら今も遺体の在り処を追っている。

## エピソード
- 解雇を恐れて組合員になるのを拒否し続けた男が、ある時ホッファの説得であっさり組合員になった。ホッファの、何を聞いても明快に答える態度、確信に満ちた態度に「組合に入るのは正しい行為だ」と思わせられたという[5]。
- 生涯最初のボイコットは生鮮イチゴの運搬だった。経営者はわずか1時間で話し合いに応じた[7][29]。
- 妻ジョセフィーヌとの出会いはストライキ中で、彼女も組合員だった[30]。
- 組合の拡大戦術はアグレッシブで、ディズニーのドナルド・ダックやミッキー・マウスまでチームスターズの組合員になった[31]。
- トラック運転手の組合のトップに立ったが、彼自身はトラック運転手の経験が一度もなかった。
- 第二次世界大戦中、組合指導者として重要な活動に従事しているとのホッファ自らの申立により徴兵義務を免れた[3]。
- 1953年11月、ミシガン州議会のデトロイト組合問題委員会の席上、共和党のスミス委員長がホッファの側近アレン・ドーフマンと交わした不透明な取引を追及したことがあった。スミス議長が長電話で席を外し、戻ってくると「上から圧力があってこれ以上続けられない」と述べた。その後程なく委員会は打ち切りになった[5]。
- 1957年、ロバート・ケネディがホッファを賄賂容疑で連邦裁に引きずり出した時、取り巻きの記者に「ホッファを監獄送りにできなかったら国会のてっぺんから飛び降りてやる」と息巻いたが、裁判の結果は無罪だった。ホッファの弁護士は「ボビーが飛び降りるならパラシュートを献上したい」と茶化した[32][33]。
- ロバート・ケネディと公聴会で対決したとき、ケネディの父親のジョセフ・P・ケネディが禁酒法時代にマフィアと手を組んで酒の密売で儲けたことを公然と非難した。この際、ホッファはロバート・ケネディを殺害しようと本気で考えていたという。なおロバート・ケネディは1968年に暗殺された（ロバート・ケネディ暗殺事件）。ホッファはこの5年前にジョン・F・ケネディが暗殺されたケネディ大統領暗殺事件の首謀者の一人とする説もある[19]。
- 1971年の出所時、「私が戻ってきたからにはネズミどもは船から降りるよう言ってくれ」とコメントした[17]。
- 服役していた1960年代後半、同じ刑務所にいたプロヴェンザノと殴り合いの喧嘩になった。仲間に引き剥がされたが捨て台詞を吐きあった。1970年代初めマイアミビーチで行われたチームスターズの組合大会で鉢合わせした時も喧嘩になった[17]。このためホッファが失踪した時、真っ先にプロヴェンザノに疑惑の目が向けられた。一方で、プロヴェンザノとのいがみ合いは個人的なトラブルに過ぎなかったとも、喧嘩エピソードが失踪の黒幕を隠す「目くらまし」に使われたとも言われた。

## 題材にした作品等
- 漫画「ゴルゴ13」にはホッファを題材にした「行方不明のH氏」(1976年5月作品)のシナリオがあり、偽のホッファ（でっち上げの証言をさせるために旧ソ連のKGBが作り出した複製）が登場する。ゴルゴ13は顔の特徴から一目で偽物だと見抜いた。
- 『フィスト』：ジミー・ホッファをモデルとしたシルヴェスター・スタローン主演の映画（1978年）
- 『ワンス・アポン・ア・タイム・イン・アメリカ』：セルジオ・レオーネ監督のギャング映画（1984年）。登場人物の一人や、ストーリーの一部のモデル。
- 『ホッファ』：ジャック・ニコルソンがホッファを演じた映画（ダニー・デヴィート監督、1992年）。映画では最期がこのようだったのではないかと想像され描写されている。
- 『ブルース・オールマイティ』：2003年の映画。ジム・キャリーが演じるリポーターのブルースが行方不明になっていたホッファの遺体発見をスクープするシーンがある。
- 『アイリッシュマン』 :マーティン・スコセッシ監督による2019年のギャング映画。ロバート・デ・ニーロ演じる主人公がホッファ暗殺について語る。作中ではアル・パチーノがホッファを演じる。